# Lipowa (Powiat Żywiecki)
Lipowa ist ein Dorf und Sitz der gleichnamigen Gemeinde im Powiat Żywiecki der Woiwodschaft Schlesien in Polen.

## Geographie
Lipowa liegt im Saybuscher Becken (Kotlina Żywiecka) unter den Schlesischen Beskiden (im Westen).

## Geschichte
Der Ort könnte schon in der ersten Hälfte des 14. Jahrhunderts gegründet worden sein, und zwar mit Radziechowy vielleicht von der Adelsfamilie der Radwaniten. Die Pfarrei Lipowa (1350), Lippowa, Lipova oder  Lippow im Dekanat Auschwitz des Bistums Krakau wurde in den Jahren 1346–1358 urkundlich erwähnt.
Politisch gehörte das Dorf ursprünglich zum Herzogtum Auschwitz, der Lehensherrschaft des Königreichs Böhmen. Das Gebiet von Żywiec mit dem Dorf wurde in den 1450ern unter ungeklärten Umständen aus dem Herzogtum Auschwitz herausgelöst. Endgültig gehörte es zu Polen seit 1465.
Bei der Ersten Teilung Polens kam Lipowa 1772 zum neuen Königreich Galizien und Lodomerien des habsburgischen Kaiserreichs (ab 1804).
1918, nach dem Ende des Ersten Weltkriegs und dem Zusammenbruch der k.u.k. Monarchie, kam Lipowa zu Polen. Unterbrochen wurde dies nur durch die Besetzung Polens durch die Wehrmacht im Zweiten Weltkrieg. Es gehörte dann zum Landkreis Saybusch im Regierungsbezirk Kattowitz in der Provinz Schlesien (seit 1941 Provinz Oberschlesien).
Von 1975 bis 1998 gehörte Lipowa zur Woiwodschaft Bielsko-Biała.

## Sehenswürdigkeiten
- Römisch-katholische Kirche, erbaut 1896, mit einem Triptychon aus etwa 1540
- Kapelle (1862)

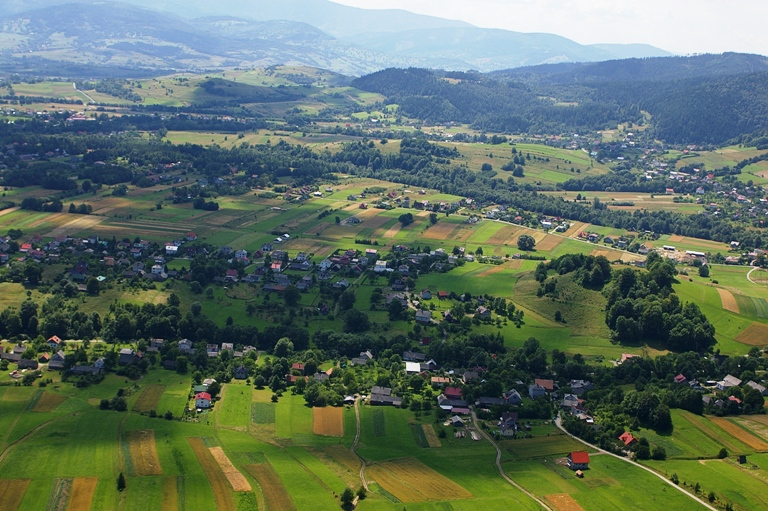
Ortsansicht
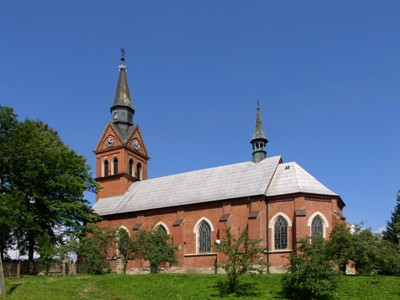
Kirche
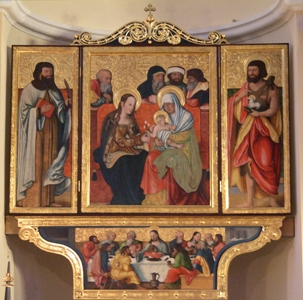
Triptychon
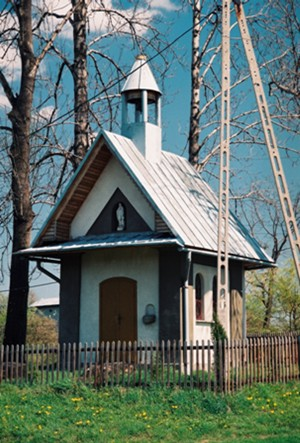
Kapelle

## Gemeinde
Zur Landgemeinde Lipowa gehören sechs Ortschaften mit einem Schulzenamt: Leśna, Lipowa, Ostre, Sienna, Słotwina und Twardorzeczka.